# Telostholus
Telostholus  (лат.) — род дорожных ос  (Pompilidae).

## Распространение
Ориентальная область, Восточная Палеарктика.

## Описание
Среднего размера дорожные осы (около 1 см). Усики самок 12-члениковые (у самцов 13). Переднее крыло с двумя субмаргинальными ячейками. Заднебоковые части проподеума без выступа. Пронотальный диск антеромедиально с двумя туберкулами, передняя поверхность переднеспинки почти вертикальная. Предположительно, как и другие близкие виды охотятся на пауков.
- Telostholus alobscuratus Li & Ma, 2015 — Китай[4]
- Telostholus bidentatus Haupt, 1935 — Ява
- Telostholus bifasciatus Loktionov, 2020 — Малайзия (Pahang)[3]
- Telostholus celebes Loktionov & Lelej, 2019 — Индонезия, Сулавеси
- Telostholus clypeatus Loktionov, 2020 — Малайзия (Pahang)[3]
- Telostholus esakii Yasumatsu, 1933 — Тайвань
- Telostholus kanoi Yasumatsu, 1939 — Тайвань
- Telostholus malayensis Loktionov, 2020 — Малайзия (Pahang)[3]
- Telostholus nontuberatus Li & Ma, 2015 — Китай
- Telostholus orientalis (Cameron, 1891) — Индия, Китай, Тайвань
- Telostholus rinjani Loktionov & Lelej, 2019 — Индонезия, Lombok
- Telostholus sulawesi Loktionov & Lelej, 2019 — Индонезия, Сулавеси[5]
- Telostholus tomentosus Loktionov, 2020 — Малайзия (Pahang)[3]
- Telostholus verticitumidus Li & Li, 2015 — Китай
- Telostholus yasumatsui Ishikawa — Япония